# Эрлих, Рувин
Ру́вин Э́рлих (нем. Ruwin Erlich; 1901, Ковель, ныне Волынская область, Украина — 9 февраля 1969, Буэнос-Айрес) — аргентинский пианист и музыкальный педагог еврейского происхождения.

## Биография
Учился в Варшаве и Одессе, в том числе у Юзефа Сливиньского и Лео Сироты. В 1926—1938 гг. работал ассистентом в Венской консерватории, примыкая к кругу Арнольда Шёнберга, Альбана Берга и Антона Веберна, исполнял их сочинения. После аншлюса в 1938 г. эмигрировал в Аргентину, примкнув к группе музыкантов «Обновление», сложившейся вокруг Хуана Хосе Кастро и нацеленной на исполнение и пропаганду новейшей музыки. Вёл педагогическую деятельность в Росарио и Буэнос-Айресе, среди его учеников Хосе Альберто Каплан и Альчидес Ланца.

## Семейное положение
Женился на пианистке Амелии Олива (Amelia Oliva de Erlich); их сын Алехандро Эрлих Олива (род. 1948) — контрабасист и музыкальный педагог, работающий в Португалии.